# Тейн Сейн
Тейн Сейн (бирм. သိန်းစိန်; θéiɴ sèiɴ; род. 20 апреля 1944) — президент Мьянмы с марта 2011 по март 2016 года, премьер-министр Мьянмы в 2007—2011 годах. Генерал армии (2007).

## Биография

### Карьера
Был членом Государственного совета мира и развития (военной хунты Мьянмы). С весны 2007 года замещал предыдущего премьер-министра Со Вина, который лёг в больницу в Сингапуре с лейкемией. После смерти Со Вина 12 октября исполнял его обязанности, а 24 октября 2007 года был назначен премьер-министром.
Также Тейн Сейн был председателем правящей партии Партия солидарности и развития Союза, зарегистрированной незадолго до парламентских выборов 2010 года.

### После отставки
В 2016 году Тейн Сейн прошел обряд посвящения в буддийские монахи и живёт в монастыре в Мемьо, духовным наставником бывшего президента стал Ашин Нандамалабхивамса. За четыре дня до этого он передал властные полномочия своему преемнику.